# 조온
조온(趙溫, 1347년 ~ 1417년)은 고려 말, 조선 초의 문신이다. 본관은 한양이며 조부는 용성부원군 조돈, 아버지는 용원부원군 양렬공 조인벽이며 고려말 이조판서, 밀직부사 역임하였고 회군 공신에 책록되었다. 큰비가 내려 백성들이 피해를 입자 청주옥에 있는 목은 이색 등의 방면을 요청하였고, 수주(隨州)에 침입한 왜구를 토벌하고 의주도의 장정들을 군적에 입적시켜 군사력을 강화하고 조선 건국에 앞장서 개국 2등공신, 제1차 왕자의 난 때 태종 이방원의 편에 가담하여 정사공신 2등, 제2차왕자의 난때 좌명공신 4등에 책록되었고 정1품 보국숭록대부 의정부 찬성사 한천부원군 시호는 양절(良節)이며 중종 시대 사림파의 대가였던 조광조의 고조부이다.

## 이력
- 1392년 개국공신 2등 책록, 한천군(漢川君)
- 1398년 친군위도진무(親軍衛都鎭撫),정사공신(定社功臣) 2등 책록
- 1400년(정종2) 문하부참찬사(門下府參贊事),삼사좌사(三司左使)
- 1401년 의정부참찬사(議政府參贊事)· 좌명공신(佐命功臣) 4등 책록,부원군(府院君),성절사(聖節使)
- 1402년 의정부찬성사(議政府贊成事)·동북면찰리사(東北面察理使)

## 유배
1400년(정종 2년) 태상왕이 세자 이방원으로 하여금 '조온은 지난 난리(1차 왕자의 난) 때 나를 배반하고, 너에게 붙은 것은 신하로써 두 개의 마음을 가진 불충의 죄를 저질렀다.'라고 하였고, 이방원은 임금에게 이를 고하여 조온을 완산부(完山府)에 귀양을 보내게 하였다. 이 때 태상왕은 조온과 함께 이무와 조영무도 같이 귀양을 보내도록 하였다. 그러나 사헌부와 병조 등에서 조온 및 이무, 조영무 등은 정사공신이니 풀어줄 것을 청하였고, 대신들도 문무백관을 거느리고 이들을 변호하니 조온 및 이무, 조영무는 유배 명령이 떨어진 그 날로 풀려났다.

## 가족
- 아버지 : 용원부원군 조인벽(趙仁璧)
- 어머니 : 하동 정씨[2]
- 계모 : 정화공주 - 태조 이성계의 동복 누나
  - 장남 : 첨지중추부사 조의(趙儀)
  - 차남 : 자헌대부 지중추원사 한풍군  조완(趙琓)
  - 3남 : 도제별장 조하(趙河)
  - 4남 : 선공감정 증이조참판 조흥(趙興)
  - 5남 : 의영고사 증이조참판 조육(趙育)
  - 자부 : 용인 이씨
    - 손자 : 적장손 조증, 조충손(趙衷孫)

  - 장녀 : 이중경(李仲慶)의 처
  - 차녀 : 윤희전(尹希錢)의 처
  - 3녀 : 이소인(李紹仁)의 처

## 참고 문헌
- 이 문서에는 다음커뮤니케이션(현 카카오)에서 GFDL 또는 CC-SA 라이선스로 배포한 글로벌 세계대백과사전의 내용을 기초로 작성된 글이 포함되어 있습니다.